# Мажорування векторів
Мажорування — відношенням між двома векторами дійсних чисел в математиці.

## Означення
Нехай є два вектори {\displaystyle X=\{x_{1},x_{2},\ldots ,x_{n}\}} та {\displaystyle Y=\{y_{1},y_{2},\ldots ,y_{n}\}},
де {\displaystyle x_{1}\geqslant x_{2}\geqslant \ldots \geqslant x_{n}}, {\displaystyle y_{1}\geqslant y_{2}\geqslant \ldots \geqslant y_{n}} і {\displaystyle \mathbf {X} ,\ \mathbf {Y} \in \mathbb {R} ^{n}}
Тоді якщо
{\displaystyle \sum _{i=1}^{k}x_{i}\geq \sum _{i=1}^{k}y_{i}} для всіх {\displaystyle k=1,\,\dots ,\,n-1} і {\displaystyle \sum _{i=1}^{n}x_{i}=\sum _{i=1}^{n}y_{i}}
говорять, що вектор {\displaystyle \mathbf {X} } мажорує вектор {\displaystyle \mathbf {Y} }.
Тобто, виконується n—1 нерівність та одна рівність:
{\displaystyle {\begin{aligned}x_{1}&\geq y_{1}\\x_{1}+x_{2}&\geq y_{1}+y_{2}\\x_{1}+x_{2}+x_{3}&\geq y_{1}+y_{2}+y_{3}\\&\,\,\,\vdots \\x_{1}+\cdots +x_{n-1}&\geq y_{1}+\cdots +y_{n-1}\\x_{1}+\cdots +x_{n}&=y_{1}+\cdots +y_{n}\end{aligned}}}
Якщо останню умову змінити на нерівність {\displaystyle \sum _{i=1}^{n}x_{i}\geq \sum _{i=1}^{n}y_{i}}, то кажуть, що вектор {\displaystyle \mathbf {X} } слабко мажорує вектор {\displaystyle \mathbf {Y} }.

## Дивіться також
- Нерівність Мюрхеда
- Піфагорові середні